# Alfa Romeo 146
Alfa Romeo 146 je automobil talijanskog marke Alfa Romeo i proizvodio se od 1995. do 2000. godine. Proizvedeno je 233.295 primjeraka.
146 ti s 2.0 Twin Spark motorom se prodavao od 2. mjeseca 1996. Imao je pragove u boji auta, zadnji spojler, aluminijske felge s 12 rupa, tvrđi spojler, poboljšani sustav kočnica s ABS-om, šira s nisko profilnim gumama i precizno upravljiv volan.
Od 1997. godine su Boxer motori zamijenjeni Twin Spark 16v motorima.
1998. u 3. mjesecu 1.8 i 2.0 Twin Spark su pojačani za 4/5 KS, već ranije uvedeni u 156.

## Redizajn
Redizajn je bio 1999. godine uz nekoliko promjena kao i u 145:
- 1.9 TD je zamijenjen s 1.9 JTD
- branici u boji auta
- zaštitne trake na branicima
- okrugla svjetla za maglu
- blaga unutarnja promjena

## Specifikacije
| Motor            | Raspored cilindara          | Obujam           | Sklop ventila    | Sistem ubrizgavanja               | Snaga                         | Okretni moment       | Godina proizvodnje |
| Benzinski motori | Benzinski motori            | Benzinski motori | Benzinski motori | Benzinski motori                  | Benzinski motori              | Benzinski motori     | Benzinski motori   |
| ---------------- | --------------------------- | ---------------- | ---------------- | --------------------------------- | ----------------------------- | -------------------- | ------------------ |
| 1.4 (Boxer)      | H4                          | 1,351 cc         | SOHC 8v          | Weber-Marelli MPI                 | 66 kW (90 KS) pri 6000 okr.   | 115 Nm pri 4400 okr. | 1994–1997          |
| 1.4 T.Spark 16V  | I4                          | 1,370 cc         | DOHC 16v, VVT    | Motronic MPI                      | 76 kW (103 KS) pri 6300 okr.  | 124 Nm pri 4600 okr. | 01.1997–2000       |
| 1.6 (Boxer)      | H4                          | 1,596 cc         | SOHC 8v          | Motronic or Rochester MPI         | 76 kW (103 KS) pri 6000 okr.  | 135 Nm pri 4500 okr. | 1994–1997          |
| 1.6 T.Spark 16V  | I4                          | 1,598 cc         | DOHC 16v, VVT    | Motronic MPI                      | 88 kW (120 KS) pri 6300 rokr. | 144 Nm pri 4500 okr. | 01.1997–2000       |
| 1.7 16V (Boxer)  | H4                          | 1,712 cc         | DOHC 16v         | Motronic MPI                      | 95 kW (129 KS) pri 6500 okr.  | 149 Nm pri 4300 okr. | 1994–1997          |
| 1.8 T.Spark 16V  | I4                          | 1,747 cc         | DOHC 16v, VVT    | Motronic MPI                      | 103 kW (140 KS) pri 6300 okr. | 169 Nm pri 4000 okr. | 01.1997–03.1998    |
| 1.8 T.Spark 16V  | I4                          | 1,747 cc         | DOHC 16v, VVT    | Motronic MPI, VLIM                | 106 kW (144 KS) pri 6500 okr. | 169 Nm pri 3500 okr. | 03.1998–2000       |
| 2.0 T.Spark 16V  | I4 2 osovine s protuutezima | 1,970 cc         | DOHC 16v, VVT    | Motronic MPI                      | 110 kW (150 KS) pri 6200 okr. | 187 Nm pri 4000 okr. | 10.1995–03.1998    |
| 2.0 T.Spark 16V  | I4 2 osovine s protuutezima | 1,970 cc         | DOHC 16v, VVT    | Motronic MPI, VLIM                | 114 kW (155 KS) pri 6400 okr. | 187 Nm pri 3500 okr. | 03.1998–2000       |
| Dizel motori     |                             |                  |                  |                                   |                               |                      |                    |
| 1.9 TD           | I4                          | 1,929 cc         | SOHC 8v          | Injection pump, turbo intercooler | 66 kW (90 KS) pri 4100 okr.   | 191 Nm pri 2400 okr. | 1994–1999          |
| 1.9 JTD          | I4                          | 1,910 cc         | SOHC 8v          | Common rail DI, turbo intercooler | 77 kW (105 KS) pri 4000 okr.  | 255 Nm pri 2000 okr. | 1999–2000          |

## Galerija
- 1995 Alfa Romeo 146 (prva verzija)
- 1998 Alfa Romeo 146 1.8 T.Spark (prva verzija)
- 1999 Alfa Romeo 146 (redizajn)
- Alfa Romeo 146 JTD (redizajn)